# Inte rasist men
Inte rasist, men... (IRM) var en antirasistisk, partipolitiskt obunden organisation med det uttalade syftet att kritiskt granska Sverigedemokraterna. Syftet med organisationen och webbplatsen var att skriva om sådant de uppfattade att andra medier varit dåliga på att uppmärksamma. De hade även en podcast och en egen satirtecknare. Enligt organisationen försökte skribenterna att inte låta sina partipolitiska åsikter färga innehållet.
Representanter för sidan medverkade bland annat i SVT-programmet Debatt och Sveriges Radio P3:s Valets alternativa makthavare.
"Inte rasist men..." tilldelades år 2016 Svenska kommittén mot antisemitisms ELSA-pris ”för dess outtröttliga granskning och belysning av rasistiska, antisemitiska och antidemokratiska uppfattningar i och kring Sverigedemokraterna”. I september 2022 meddelade föreningen att man skulle lägga ner verksamheten.

## Historik
Sajten grundades 2012 av bland andra Henrik Johansson, dåvarande facklig-politisk ansvarig inom IF Metalls centrala ungdomskommitté, där han bland annat föreläste inom antirasistisk opinionsbildning sedan 2010. När Sverigedemokraterna kom in i riksdagen i samband med valet 2010 blev han frustrerad över fackförbundets brist på vilja till att göra motstånd mot vad han tyckte var ett uppenbart hot. Han presenterade granskningar som visade hur Sverigedemokraterna använde sociala medier och webbplatser som Politiskt Inkorrekt för att få fram sin politik och att representanter hade olika agendor i öppna samtal och vid privata diskussioner och uppmanade fackförbundet att också gå ut på nätet. Han kände att han inte fick gehör för sina idéer, men kontaktades av personer och nätaktivister från bland annat vänsterinriktade bloggen Alliansfritt Sverige och den antirasistiska Facebookgruppen Vita kränkta män som berättade att de tipsats om hans engagemang av Expo. Det blev startskottet och tillsammans med Anny Berglin, en kollega inom fackföreningsrörelsen, och Niclas Jonasson som twittrade kommentarer om Sverigedemokraterna, startade de webbplatsen genom att i april 2012 publicera 20–30 inlägg samtidigt, och första dagen hade de 7 000 besökare.

## Spridning
IRM följdes 18 juni 2014 av över 17 300 personer på Twitter och 71 000 på Facebook. Drygt två år senare, i oktober 2016, var antalet 202 401 följare. Representanter för IRM uppgav att deras nyheter under vissa veckor nådde flera miljoner människor och andra medier gjorde stora nyheter av det som IRM presenterade. Den 22 juni 2014 länkades över 200 nyhetsartiklar, såsom Aftonbladet, SVT, Nyheter24, Medievärlden, Expressen, Upsala Nya Tidning (UNT), Svenska Dagbladet, Expo.
Oscar Schau, en skribent på sajten med förflutet i Liberala ungdomsförbundet, menade att partipolitisk färg inte skulle spela någon roll för IRM:s rapportering och att "kampen mot rasism och homofobi och kvinnoförakt och så vidare går över höger-vänster-skalan". Han uttryckte även att man inte punktmarkerade eller hetsade fram nyheter från enskilda Sverigedemokrater utan hittade nyheter genom att hålla koll på sådant Sverigedemokrater säger och skriver.

## SVT Debattoch DDoS-attacker
I november 2013 medverkade Henrik Johansson i SVT-programmet Debatt för att möta Sverigedemokraternas partisekreterare Björn Söder. Efter programmet granskade IRM Söders uttalanden i programmet och blev sedan utsatt för en DDoS-attack, vilket gjorde att webbplatsen låg nere en längre tid. Även andra sidor som presenterade IRM:s granskning utsattes för attacker.